# Saison 2018-2019 de la LAH
Saison précédente Saison suivante
La saison 2018-2019 de la LAH est la 83e saison de la Ligue américaine de hockey. La saison régulière commence le 5 octobre 2018 pour se terminer le 14 avril 2019 et laisser place aux séries éliminatoires.

## Contexte

### Changement de franchise
Comme la Ligue nationale de hockey en 2017, la LAH accueille une 31e franchise, les Eagles du Colorado, nouveau club-école de l'Avalanche du Colorado. Les Rampage de San Antonio, anciennement affiliés à l'Avalanche, deviennent le club-école des Blues de Saint-Louis. 

## Saison régulière

### Classement

#### Association de l'Est
| Clt   | Équipe                            | PJ | V  | D  | DP | DF | BP  | BC  | Pts | % pts |
| ----- | --------------------------------- | -- | -- | -- | -- | -- | --- | --- | --- | ----- |
| +001, | Checkers de Charlotte             | 76 | 51 | 17 | 7  | 1  | 255 | 189 | 110 | 72,4  |
| +002, | Sound Tigers de Bridgeport        | 76 | 43 | 24 | 6  | 3  | 233 | 228 | 95  | 62,5  |
| +003, | Bears de Hershey                  | 76 | 43 | 25 | 4  | 4  | 211 | 215 | 94  | 61,8  |
| +004, | Bruins de Providence              | 76 | 38 | 27 | 8  | 3  | 228 | 212 | 87  | 57,2  |
| +005, | Phantoms de Lehigh Valley         | 76 | 39 | 30 | 4  | 3  | 240 | 244 | 85  | 55,9  |
| +006, | Penguins de Wilkes-Barre/Scranton | 76 | 36 | 30 | 7  | 3  | 232 | 228 | 82  | 53,9  |
| +007, | Thunderbirds de Springfield       | 76 | 33 | 29 | 9  | 5  | 250 | 241 | 80  | 52,6  |
| +008, | Wolf Pack de Hartford             | 76 | 29 | 36 | 7  | 4  | 209 | 266 | 69  | 45,4  |

| Clt   | Équipe                 | PJ | V  | D  | DP | DF | BP  | BC  | Pts | % pts |
| ----- | ---------------------- | -- | -- | -- | -- | -- | --- | --- | --- | ----- |
| +001, | Crunch de Syracuse     | 76 | 47 | 21 | 4  | 4  | 264 | 187 | 102 | 67,1  |
| +002, | Americans de Rochester | 76 | 46 | 23 | 5  | 2  | 254 | 218 | 99  | 65,1  |
| +003, | Marlies de Toronto     | 76 | 39 | 24 | 9  | 4  | 248 | 243 | 91  | 59,9  |
| +004, | Monsters de Cleveland  | 76 | 37 | 29 | 8  | 2  | 232 | 234 | 84  | 55,3  |
| +005, | Senators de Belleville | 76 | 37 | 31 | 3  | 5  | 228 | 228 | 82  | 53,9  |
| +006, | Comets d'Utica         | 76 | 34 | 34 | 6  | 2  | 224 | 257 | 76  | 50    |
| +007, | Rocket de Laval        | 76 | 30 | 34 | 6  | 6  | 195 | 231 | 72  | 47,4  |
| +008, | Devils de Binghamton   | 76 | 28 | 41 | 7  | 0  | 201 | 278 | 63  | 41,4  |

- En gras : champion de la saison régulière
- En italique : qualifié pour les séries

#### Association de l'Ouest
| Clt   | Équipe                   | PJ | V  | D  | DP | DF | BP  | BC  | Pts | % pts |
| ----- | ------------------------ | -- | -- | -- | -- | -- | --- | --- | --- | ----- |
| +001, | Wolves de Chicago        | 76 | 44 | 22 | 6  | 4  | 250 | 199 | 98  | 64,5  |
| +002, | Admirals de Milwaukee    | 76 | 36 | 24 | 14 | 2  | 217 | 207 | 88  | 57,9  |
| +003, | Wild de l'Iowa           | 76 | 37 | 26 | 8  | 5  | 242 | 230 | 87  | 57,2  |
| +004, | Griffins de Grand Rapids | 76 | 38 | 27 | 7  | 4  | 217 | 222 | 87  | 57,2  |
| +005, | Moose du Manitoba        | 76 | 39 | 30 | 5  | 2  | 197 | 219 | 85  | 55,9  |
| +006, | Stars du Texas           | 76 | 37 | 31 | 4  | 4  | 238 | 231 | 82  | 53,9  |
| +007, | IceHogs de Rockford      | 76 | 35 | 31 | 4  | 6  | 184 | 214 | 80  | 52,6  |
| +008, | Rampage de San Antonio   | 76 | 31 | 38 | 6  | 1  | 196 | 244 | 69  | 45,4  |

| Clt   | Équipe                 | PJ | V  | D  | DP | DF | BP  | BC  | Pts | % pts |
| ----- | ---------------------- | -- | -- | -- | -- | -- | --- | --- | --- | ----- |
| +001, | Condors de Bakersfield | 68 | 42 | 21 | 3  | 2  | 242 | 182 | 89  | 65,4  |
| +002, | Barracuda de San José  | 68 | 39 | 22 | 3  | 4  | 227 | 197 | 85  | 62,5  |
| +003, | Gulls de San Diego     | 68 | 36 | 24 | 5  | 3  | 239 | 221 | 80  | 58,8  |
| +004, | Eagles du Colorado     | 68 | 36 | 27 | 4  | 1  | 191 | 205 | 77  | 56,6  |
| +005, | Roadrunners de Tucson  | 68 | 34 | 26 | 5  | 3  | 206 | 202 | 76  | 55,9  |
| +006, | Heat de Stockton       | 68 | 31 | 31 | 4  | 2  | 235 | 252 | 68  | 50    |
| +007, | Reign d'Ontario        | 68 | 25 | 33 | 6  | 4  | 213 | 274 | 60  | 44,1  |

- En italique : qualifiés pour les séries

### Meilleurs pointeurs
| Clt. | Nom                 | Équipe                 | PJ | B  | A  | Pts | +/- | Pun |
| ---- | ------------------- | ---------------------- | -- | -- | -- | --- | --- | --- |
| 1    | Carter Verhaeghe    | Crunch de Syracuse     | 76 | 34 | 48 | 82  | +26 | 34  |
| 2    | Jeremy Bracco       | Marlies de Toronto     | 75 | 22 | 57 | 79  | +1  | 16  |
| 3    | Daniel Carr         | Wolves de Chicago      | 52 | 30 | 41 | 71  | +35 | 10  |
| 4    | T.J. Tynan          | Wolves de Chicago      | 71 | 12 | 59 | 71  | +17 | 28  |
| 5    | Andrew Poturalski   | Checkers de Charlotte  | 72 | 23 | 47 | 70  | +16 | 34  |
| 6    | Alex Barré-Boulet   | Crunch de Syracuse     | 74 | 34 | 34 | 68  | +16 | 18  |
| 7    | Cal O'Reilly        | Wild de l'Iowa         | 67 | 16 | 51 | 67  | -2  | 14  |
| 8    | Tyler Benson        | Condors de Bakersfield | 68 | 15 | 51 | 66  | +21 | 44  |
| 9    | Chris Mueller       | Marlies de Toronto     | 60 | 33 | 32 | 65  | +8  | 32  |
| 10   | Mike Sgarbossa (en) | Bears de Hershey       | 75 | 30 | 35 | 65  | -3  | 91  |

### Meilleurs gardiens de but
| Clt | Joueur              | Équipe                 | PJ | Min           | BC  | Moy  | %Arr | Bl |
| --- | ------------------- | ---------------------- | -- | ------------- | --- | ---- | ---- | -- |
| 1   | Alex Nedeljkovic    | Checkers de Charlotte  | 51 | 2917 min 19 s | 110 | 2,26 | 91,6 | 4  |
| 2   | Marcus Hogberg (en) | Senators de Belleville | 39 | 2304 min 28 s | 89  | 2,32 | 91,7 | 2  |
| 3   | Shane Starrett (en) | Condors de Bakersfield | 42 | 2447 min 41 s | 95  | 2,33 | 91,8 | 4  |
| 4   | Eddie Pasquale (en) | Crunch de Syracuse     | 45 | 2650 min 11 s | 104 | 2,35 | 91,6 | 4  |
| 5   | Troy Grosenick (en) | Admirals de Milwaukee  | 46 | 2633 min 49 s | 106 | 2,41 | 91,9 | 1  |

## Séries éliminatoires

### Tableau récapitulatif
|  | Quarts de finale d'association | Quarts de finale d'association | Quarts de finale d'association | Quarts de finale d'association |    |             | Demi-finales d'association | Demi-finales d'association | Demi-finales d'association | Demi-finales d'association |  |  | Finales d'association | Finales d'association | Finales d'association | Finales d'association |  |  | Finale de la Coupe Calder | Finale de la Coupe Calder | Finale de la Coupe Calder | Finale de la Coupe Calder |
|  |                                |                                |                                |                                |    |             |                            |                            |                            |                            |  |  |                       |                       |                       |                       |  |  |                           |                           |                           |                           |
|  |                                |                                |                                |                                |    |             |                            |                            |                            |                            |  |  |                       |                       |                       |                       |  |  |                           |                           |                           |                           |
|  | A1                             | Charlotte                      | 3                              | 3                              |    |             |                            |                            |                            |                            |  |  |                       |                       |                       |                       |  |  |                           |                           |                           |                           |
|  | A1                             | Charlotte                      | 3                              | 3                              |    |             |                            |                            |                            |                            |  |  |                       |                       |                       |                       |  |  |                           |                           |                           |                           |
|  | A4                             | Providence                     | 1                              | 1                              |    |             |                            |                            |                            |                            |  |  |                       |                       |                       |                       |  |  |                           |                           |                           |                           |
|  | A4                             | Providence                     | 1                              | 1                              | A1 | Charlotte   | 4                          | 4                          |                            |                            |  |  |                       |                       |                       |                       |  |  |                           |                           |                           |                           |
|  |                                |                                |                                |                                | A1 | Charlotte   | 4                          | 4                          |                            |                            |  |  |                       |                       |                       |                       |  |  |                           |                           |                           |                           |
|  |                                |                                | A3                             | Hershey                        | 0  | 0           |                            |                            |                            |                            |  |  |                       |                       |                       |                       |  |  |                           |                           |                           |                           |
|  | A2                             | Bridgeport                     | A3                             | Hershey                        | 0  | 0           | 2                          | 2                          |                            |                            |  |  |                       |                       |                       |                       |  |  |                           |                           |                           |                           |
|  | A2                             | Bridgeport                     |                                |                                |    |             |                            | 2                          |                            |                            |  |  |                       |                       |                       |                       |  |  |                           |                           |                           |                           |
|  | A3                             | Hershey                        | 3                              | 3                              |    |             |                            |                            |                            |                            |  |  |                       |                       |                       |                       |  |  |                           |                           |                           |                           |
|  | A3                             | Hershey                        | 3                              | 3                              | A1 | Charlotte   | 4                          | 4                          |                            |                            |  |  |                       |                       |                       |                       |  |  |                           |                           |                           |                           |
|  |                                |                                |                                |                                | A1 | Charlotte   | 4                          | 4                          |                            |                            |  |  |                       |                       |                       |                       |  |  |                           |                           |                           |                           |
|  |                                |                                | N3                             | Toronto                        | 2  | 2           |                            |                            |                            |                            |  |  |                       |                       |                       |                       |  |  |                           |                           |                           |                           |
|  | N1                             | Syracuse                       | N3                             | Toronto                        | 2  | 2           | 1                          | 1                          |                            |                            |  |  |                       |                       |                       |                       |  |  |                           |                           |                           |                           |
|  | N1                             | Syracuse                       |                                |                                |    |             |                            | 1                          |                            |                            |  |  |                       |                       |                       |                       |  |  |                           |                           |                           |                           |
|  | N4                             | Cleveland                      | 3                              | 3                              |    |             |                            |                            |                            |                            |  |  |                       |                       |                       |                       |  |  |                           |                           |                           |                           |
|  | N4                             | Cleveland                      | 3                              | 3                              | N4 | Cleveland   | 0                          | 0                          |                            |                            |  |  |                       |                       |                       |                       |  |  |                           |                           |                           |                           |
|  |                                |                                |                                |                                | N4 | Cleveland   | 0                          | 0                          |                            |                            |  |  |                       |                       |                       |                       |  |  |                           |                           |                           |                           |
|  |                                |                                | N3                             | Toronto                        | 4  | 4           |                            |                            |                            |                            |  |  |                       |                       |                       |                       |  |  |                           |                           |                           |                           |
|  | N2                             | Rochester                      | N3                             | Toronto                        | 4  | 4           | 0                          | 0                          |                            |                            |  |  |                       |                       |                       |                       |  |  |                           |                           |                           |                           |
|  | N2                             | Rochester                      |                                |                                |    |             |                            | 0                          |                            |                            |  |  |                       |                       |                       |                       |  |  |                           |                           |                           |                           |
|  | N3                             | Toronto                        | 3                              | 3                              |    |             |                            |                            |                            |                            |  |  |                       |                       |                       |                       |  |  |                           |                           |                           |                           |
|  | N3                             | Toronto                        | 3                              | 3                              | A1 | Charlotte   | 4                          | 4                          |                            |                            |  |  |                       |                       |                       |                       |  |  |                           |                           |                           |                           |
|  |                                |                                |                                |                                | A1 | Charlotte   | 4                          | 4                          |                            |                            |  |  |                       |                       |                       |                       |  |  |                           |                           |                           |                           |
|  |                                |                                | C1                             | Chicago                        | 1  | 1           |                            |                            |                            |                            |  |  |                       |                       |                       |                       |  |  |                           |                           |                           |                           |
|  | C1                             | Chicago                        | C1                             | Chicago                        | 1  | 1           | 3                          | 3                          |                            |                            |  |  |                       |                       |                       |                       |  |  |                           |                           |                           |                           |
|  | C1                             | Chicago                        |                                |                                |    |             |                            | 3                          |                            |                            |  |  |                       |                       |                       |                       |  |  |                           |                           |                           |                           |
|  | C4                             | Grand Rapids                   | 2                              | 2                              |    |             |                            |                            |                            |                            |  |  |                       |                       |                       |                       |  |  |                           |                           |                           |                           |
|  | C4                             | Grand Rapids                   | 2                              | 2                              | C1 | Chicago     | 4                          | 4                          |                            |                            |  |  |                       |                       |                       |                       |  |  |                           |                           |                           |                           |
|  |                                |                                |                                |                                | C1 | Chicago     | 4                          | 4                          |                            |                            |  |  |                       |                       |                       |                       |  |  |                           |                           |                           |                           |
|  |                                |                                | C3                             | Iowa                           | 2  | 2           |                            |                            |                            |                            |  |  |                       |                       |                       |                       |  |  |                           |                           |                           |                           |
|  | C2                             | Milwaukee                      | C3                             | Iowa                           | 2  | 2           | 2                          | 2                          |                            |                            |  |  |                       |                       |                       |                       |  |  |                           |                           |                           |                           |
|  | C2                             | Milwaukee                      |                                |                                |    |             |                            | 2                          |                            |                            |  |  |                       |                       |                       |                       |  |  |                           |                           |                           |                           |
|  | C3                             | Iowa                           | 3                              | 3                              |    |             |                            |                            |                            |                            |  |  |                       |                       |                       |                       |  |  |                           |                           |                           |                           |
|  | C3                             | Iowa                           | 3                              | 3                              | C1 | Chicago     | 4                          | 4                          |                            |                            |  |  |                       |                       |                       |                       |  |  |                           |                           |                           |                           |
|  |                                |                                |                                |                                | C1 | Chicago     | 4                          | 4                          |                            |                            |  |  |                       |                       |                       |                       |  |  |                           |                           |                           |                           |
|  |                                |                                | P3                             | San Diego                      | 2  | 2           |                            |                            |                            |                            |  |  |                       |                       |                       |                       |  |  |                           |                           |                           |                           |
|  | P1                             | Bakersfield                    | P3                             | San Diego                      | 2  | 2           | 3                          | 3                          |                            |                            |  |  |                       |                       |                       |                       |  |  |                           |                           |                           |                           |
|  | P1                             | Bakersfield                    |                                |                                |    |             |                            | 3                          |                            |                            |  |  |                       |                       |                       |                       |  |  |                           |                           |                           |                           |
|  | P4                             | Colorado                       | 1                              | 1                              |    |             |                            |                            |                            |                            |  |  |                       |                       |                       |                       |  |  |                           |                           |                           |                           |
|  | P4                             | Colorado                       | 1                              | 1                              | P1 | Bakersfield | 2                          | 2                          |                            |                            |  |  |                       |                       |                       |                       |  |  |                           |                           |                           |                           |
|  |                                |                                |                                |                                | P1 | Bakersfield | 2                          | 2                          |                            |                            |  |  |                       |                       |                       |                       |  |  |                           |                           |                           |                           |
|  |                                |                                | P3                             | San Diego                      | 4  | 4           |                            |                            |                            |                            |  |  |                       |                       |                       |                       |  |  |                           |                           |                           |                           |
|  | P2                             | San José                       | P3                             | San Diego                      | 4  | 4           | 1                          | 1                          |                            |                            |  |  |                       |                       |                       |                       |  |  |                           |                           |                           |                           |
|  | P2                             | San José                       |                                |                                |    |             |                            | 1                          |                            |                            |  |  |                       |                       |                       |                       |  |  |                           |                           |                           |                           |
|  | P3                             | San Diego                      | 3                              | 3                              |    |             |                            |                            |                            |                            |  |  |                       |                       |                       |                       |  |  |                           |                           |                           |                           |
|  | P3                             | San Diego                      | 3                              | 3                              |    |             |                            |                            |                            |                            |  |  |                       |                       |                       |                       |  |  |                           |                           |                           |                           |
|  |                                |                                |                                |                                |    |             |                            |                            |                            |                            |  |  |                       |                       |                       |                       |  |  |                           |                           |                           |                           |

### Finale
| 1er juin 2019 | Chicago | 4-3 (pr) (1-3, 2-0, 0-0, 1-0) | Charlotte | Bojangles' Coliseum 8 465 spectateurs |

| Feuille de match | Feuille de match | Feuille de match            | Feuille de match | Feuille de match                                                      |
| ---------------- | --- | --------------------------- | --- | --------------------------------------------------------------------- |
|                  | Matteau (Reinhart, Kolesar) — 5 min 54 s Leslie (Carr, McKenzie) — 31 min 27 s Whitecloud (Tynan, Reinhart) — 39 min 54 s Matteau (Hague) — 65 min 30 s | 0-1 1-1 1-2 1-3 2-3 3-3 4-3 | Carrick (Saarela, Schilkey) — 2 min 19 s (SN) Nečas (McKeown, Fleury) — 15 min 47 s Poturalski (Geekie, Didier) — 19 min 3 s | Arbitrage : Mitch Dunning, Peter MacDougall Tyson Baker, James Tobias |
| Dansk            | Gardiens | Nedeljkovic                 | | Arbitrage : Mitch Dunning, Peter MacDougall Tyson Baker, James Tobias |
| 6 min            | Pénalités | 4 min                       | | Arbitrage : Mitch Dunning, Peter MacDougall Tyson Baker, James Tobias |
| 36               | Tirs | 38                          | | Arbitrage : Mitch Dunning, Peter MacDougall Tyson Baker, James Tobias |

| 2 juin 2019 | Chicago | 3-5 (1-1, 2-3, 0-1) | Charlotte | Bojangles' Coliseum 8 378 spectateurs |

| Feuille de match | Feuille de match                                                                                                   | Feuille de match                | Feuille de match | Feuille de match                                                      |
| ---------------- | --- | ------------------------------- | --- | --------------------------------------------------------------------- |
|                  | Kolesar (Glass, Leslie) — 4 min 43 s Quinney (Bischoff, Carr) — 27 min Quinney (Kolesar, Glass) — 31 min 13 s (SN) | 0-1 1-1 1-2 1-3 2-3 3-3 3-4 3-5 | Schilkey (Nastasiuk) — 3 min 50 s (IN) Roy (Fleury, Sellgren) — 25 min 34 s Mattheos — 25 min 48 s Jurco (Necas) — 38 min 53 s Poturalski (Roy) — 59 min (CV) | Arbitrage : Michael Markovic, Furman South Jesse Marquis, Bevan Mills |
| Dansk            | Gardiens | Tokarski                        | | Arbitrage : Michael Markovic, Furman South Jesse Marquis, Bevan Mills |
| 6 min            | Pénalités | 6 min                           | | Arbitrage : Michael Markovic, Furman South Jesse Marquis, Bevan Mills |
| 23               | Tirs | 31                              | | Arbitrage : Michael Markovic, Furman South Jesse Marquis, Bevan Mills |

| 5 juin 2019 | Charlotte | 4-1 (1-0, 2-0, 1-1) | Chicago | Allstate Arena 5 537 spectateurs |

| Feuille de match | Feuille de match | Feuille de match    | Feuille de match                        | Feuille de match                                                     |
| ---------------- | --- | ------------------- | --------------------------------------- | -------------------------------------------------------------------- |
|                  | Gauthier (Bean, McKeown) — 1 min 51 s Bean (Jurco, Necas) — 22 min 16 s (SN) Brown — 31 min 46 s (IN) Necas (Brown, Jurco) — 56 min 55 s (CV) | 1-0 2-0 3-0 3-1 4-1 | Macek (Whitecloud, Tynan) — 54 min 49 s | Arbitrage : Peter MacDougall, Corey Syvret Tyson Baker, James Tobias |
| Nedeljkovic      | Gardiens | Dansk               |                                         | Arbitrage : Peter MacDougall, Corey Syvret Tyson Baker, James Tobias |
| 6 min            | Pénalités | 4 min               |                                         | Arbitrage : Peter MacDougall, Corey Syvret Tyson Baker, James Tobias |
| 26               | Tirs | 39                  |                                         | Arbitrage : Peter MacDougall, Corey Syvret Tyson Baker, James Tobias |

| 6 juin 2019 | Charlotte | 5-3 (1-2, 1-1, 3-0) | Chicago | Allstate Arena 5 117 spectateurs |

| Feuille de match | Feuille de match | Feuille de match                | Feuille de match                                                                                | Feuille de match                                                      |
| ---------------- | --- | ------------------------------- | ----------------------------------------------------------------------------------------------- | --------------------------------------------------------------------- |
|                  | Sellgren (Didier, Necas) — 5 min 21 s Necas (Jurco) — 39 min (SN) Roy (Gauthier) — 40 min 32 s Saarela (Carrick) — 52 min 52 s Roy (Schilkey) — 57 min 28 s (CV) | 0-1 1-1 1-2 1-3 2-3 3-3 4-3 5-3 | Hague (Whitecloud, Quinney) — 45 s Leslie — 16 min 29 s Macek (Coghlan, McKenzie) — 33 min 47 s | Arbitrage : Michael Markovic, Furman South Jesse Marquis, Bevan Mills |
| Tokarski         | Gardiens | Dansk                           |                                                                                                 | Arbitrage : Michael Markovic, Furman South Jesse Marquis, Bevan Mills |
| 8 min            | Pénalités | 6 min                           |                                                                                                 | Arbitrage : Michael Markovic, Furman South Jesse Marquis, Bevan Mills |
| 23               | Tirs | 25                              |                                                                                                 | Arbitrage : Michael Markovic, Furman South Jesse Marquis, Bevan Mills |

| 8 juin 2019 | Charlotte | 5-3 (1-0, 1-1, 3-2) | Chicago | Allstate Arena 8 535 spectateurs |

| Feuille de match | Feuille de match | Feuille de match                | Feuille de match                                                                                                  | Feuille de match                                                     |
| ---------------- | --- | ------------------------------- | --- | -------------------------------------------------------------------- |
|                  | Poturalski (Saarela, Didier) — 1 min 31 s Geekie — 28 min 25 s Carrick (Geekie) — 46 min 15 s Poturalski — 58 min 13 s (CV) Nastasiuk (Bishop) — 59 min 44 s (CV) | 1-0 2-0 2-1 3-1 3-2 4-2 4-3 5-3 | Macek (Hyka, Tynan) — 39 min 35 s Quinney (Coghlan, Kolesar) — 56 min 54 s Glass (Quinney, Kolesar) — 59 min 21 s | Arbitrage : Peter MacDougall, Corey Syvret Bevan Mills, James Tobias |
| Nedeljkovic      | Gardiens | Dansk                           | | Arbitrage : Peter MacDougall, Corey Syvret Bevan Mills, James Tobias |
| 0 min            | Pénalités | 0 min                           | | Arbitrage : Peter MacDougall, Corey Syvret Bevan Mills, James Tobias |
| 32               | Tirs | 29                              | | Arbitrage : Peter MacDougall, Corey Syvret Bevan Mills, James Tobias |

## Récompenses

### Trophées collectifs
| Coupe Calder : Vainqueurs des séries                                    | Checkers de Charlotte  |
| Trophée Richard-F.-Canning : Vainqueurs de l'association de l'Est       | Checkers de Charlotte  |
| Trophée Robert-W.-Clarke : Vainqueurs de l'association de l'Ouest       | Wolves de Chicago      |
| Trophée Macgregor-Kilpatrick : Champions de la ligue                    | Checkers de Charlotte  |
| Trophée Frank-Mathers : Champions de l'Association de l'Est             | Checkers de Charlotte  |
| Trophée Norman-R.-« Bud »-Poile : Champions de l'Association de l'Ouest | Condors de Bakersfield |
| Trophée Emile-Francis : Champions de la division Atlantique             | Checkers de Charlotte  |
| Trophée F.-G.-« Teddy »-Oke : Champions de la division Nord             | Crunch de Syracuse     |
| Trophée Sam-Pollock : Champions de la division Centrale                 | Wolves de Chicago      |
| Trophée John-D.-Chick : Champions de la division Pacifique              | Condors de Bakersfield |

### Trophées individuels
| Trophée Les-Cunningham : Meilleur joueur de la saison                              | Daniel Carr, Wolves de Chicago                            |
| Trophée John-B.-Sollenberger : Meilleur pointeur                                   | Carter Verhaeghe, Crunch de Syracuse                      |
| Trophée Willie-Marshall : Meilleur buteur                                          | Carter Verhaeghe et Alex Barré-Boulet, Crunch de Syracuse |
| Trophée Dudley-« Red »-Garrett : Meilleure recrue                                  | Alex Barré-Boulet, Crunch de Syracuse                     |
| Trophée Eddie-Shore : Meilleur défenseur                                           | Zach Redmond, Americans de Rochester                      |
| Trophée Aldege-« Baz »-Bastien : Meilleur gardien                                  | Alex Nedeljkovic, Checkers de Charlotte                   |
| Trophée Harry-« Hap »-Holmes : Gardien de l'équipe ayant encaissé le moins de buts | Eddie Pasquale, Crunch de Syracuse                        |
| Trophée Louis-A.-R.-Pieri : Meilleur entraîneur                                    | Mike Vellucci, Checkers de Charlotte                      |
| Trophée Fred-T.-Hunt : Joueur au meilleur esprit sportif                           | Brett Sutter, Reign d'Ontario                             |
| Trophée Yanick-Dupré : Joueur le plus impliqué dans sa communauté                  | Landon Ferraro, Wild de l'Iowa                            |
| Trophée Jack-A.-Butterfield : Meilleur joueur des séries                           | Andrew Poturalski, Checkers de Charlotte                  |

### Équipes d'étoiles
| Position       | Joueur           | Équipe                 |
| -------------- | ---------------- | ---------------------- |
| Gardien de but | Alex Nedeljkovic | Checkers de Charlotte  |
| Défenseur      | John Gilmour     | Wolf Pack de Hartford  |
| Défenseur      | Zach Redmond     | Americans de Rochester |
| Ailier gauche  | Daniel Carr      | Wolves de Chicago      |
| Centre         | Carter Verhaeghe | Crunch de Syracuse     |
| Ailier droit   | Jeremy Bracco    | Marlies de Toronto     |

| Position       | Joueur            | Équipe                            |
| -------------- | ----------------- | --------------------------------- |
| Gardien de but | Shane Starrett    | Condors de Bakersfield            |
| Défenseur      | Aaron Ness        | Bears de Hershey                  |
| Défenseur      | Ethan Prow        | Penguins de Wilkes-Barre/Scranton |
| Ailier gauche  | Tyler Benson      | Condors de Bakersfield            |
| Centre         | Chris Mueller     | Marlies de Toronto                |
| Ailier droit   | Andrew Poturalski | Checkers de Charlotte             |

| Position       | Joueur            | Équipe                 |
| -------------- | ----------------- | ---------------------- |
| Gardien de but | Shane Starrett    | Condors de Bakersfield |
| Défenseur      | Jake Bean         | Checkers de Charlotte  |
| Défenseur      | Mitch Reinke      | Rampage de San Antonio |
| Attaquant      | Alex Barré-Boulet | Crunch de Syracuse     |
| Attaquant      | Drake Batherson   | Senators de Belleville |
| Attaquant      | Tyler Benson      | Condors de Bakersfield |